# Angoville-au-Plain
Angoville-au-Plain é uma ex-comuna francesa na região administrativa da Normandia, no departamento Mancha. Estendeu-se por uma área de 5,5 km². Em 2010 a comuna tinha 51 habitantes (densidade: 9,3 hab./km²).
Em 1 de janeiro de 2016 foi fundida com as comunas de Carentan, Houesville e Saint-Côme-du-Mont para a criação da nova comuna de Carentan-les-Marais.